# Crassula congesta
Crassula congesta är en fetbladsväxtart. Crassula congesta ingår i släktet krassulor, och familjen fetbladsväxter.

## Underarter
Arten delas in i följande underarter:
- C. c. congesta
- C. c. laticephala